# 凌潇肃
凌潇肃（1980年5月22日—），原名凌肃，满族，是一位中国男演员。

## 生平
1980年出生于陝西西安，毕业于北京电影学院99级表演系。国家田径一级短跑运动员、北影运动特长生。

## 家庭
母亲傅小健是西安电影制片厂的导演、编剧，伯公是著名导演凌子风。2004年，与相恋多年的大学同学姚晨结婚。2011年1月28日傍晚，姚晨和凌潇肃发布离婚声明。2012年6月7日在武汉和演员唐一菲成婚，据唐一菲自己在微博发布的内容，凌潇肃在2009年拍摄电视剧期间就与她已发生情感关系。

### 离婚事件
向来在中国大陆的观众视为“模范夫妻”的姚晨、凌潇肃，传出两人不和的信息。2011年1月28日，互联网上盛传姚晨、凌潇肃两人离婚的消息，称两人正在西安办理离婚手续，爆料人还很确定地称两人在“婚姻登记处办手续，连保安都上了，什么人都进不去”。在2011年1月28日傍晚，姚晨、凌潇肃授权腾讯娱乐发布离婚声明。声明全文如下：
所有关心和爱护我们的朋友：
很遗憾地告之诸位，我们已于2011年1月28日，在西安民政部门办理了离婚手续。我们知道很多朋友对这段感情给予了热情的祝福和赞美，在此我们表示由衷地感谢。

过去的岁月里，我们彼此恩爱，携手同行，曾经的婚姻是我们最宝贵的记忆，最值得尊重的情感，也是最不愿被触碰的隐私，所以这也将是我们唯一正式的声明。

在这个艰难的过程中，我们相互尊重，相互鼓励对方去面对曾经的悲欢，如今的分离，未来的承担。爱情和婚姻，没有失败，因为即使我们选择了结束，也还是彼此生命中最信任的亲人。而那美好的过往，让我们坚信，无论爱情还是婚姻，依然值得用生命去追求，用一生去守候。

衷心感谢大家的关爱。

凌潇肃 姚晨

2011年1月28日
两人的离婚事实已得到西安民政局内部确认属实。
姚晨的离婚，引来中国大陆娱乐圈的强烈反响。姚晨的“良师益友”、演员孙红雷和与姚晨同演《武林外传》的沙溢均表示事先并不知情，好友、编剧宁财神表示“尊重他们的选择，也祝福他们的未来”，导演尚敬表示祝福。

## 作品

### 电视剧
- 2004年 《关中匪事》（关中往事）饰 演墩子、李文化（化名）
- 2004年 《都市男女》客串
- 2005年 《天地真情》饰 胡向荣
- 2006年 《完美夏天》饰 阳光
- 2006年 《人命关天》饰 刘路
- 2006年 《武林外传》饰 凌腾云
- 2007年 《跤王》饰 刘学栋
- 2007年 《黄河那道湾》饰 乔荣旺
- 2007年 《梦回春谷》饰 博安
- 2009年 《错爱3人生大事》（又名《我要结婚》）饰 廖扬
- 2008年 《警察故事》之《红飘带》饰 刘宁
- 2009年 《北方有佳人》饰 洪喜
- 2009年 《一路格桑花》饰 李青格
- 2009年 《和空姐一起的日子》饰 陆飞
- 2009年 《鹏城春秋/鹏城往事》饰 叶成仁
- 2010年 《郎心如铁》饰 韩杰
- 2010年 《画皮》饰   王生
- 2011年 《回家的誘惑》饰 洪世贤
- 2011年 《門當父不對》饰 方磊
- 2012年 女人的颜色   饰 于清江
- 2014年 《别逼我结婚》
- 2016年 《情谜睡美人》饰 秦明昊
- 2016年 《幸福在一起》饰 乔俊浩
- 2017年 《超级翁婿》饰 何欣
- 2017年 《儿科医生》饰 褚子健
- 2017年 《战火英雄》(原名:烽火青春)饰 褚子健
- 2018年 《幸福，我们在路上》饰 王子莫
- 2018年 《斗破蒼穹》 饰 韩枫
- 2019年 《一碗沧桑》饰 马少白
- 2019年 《归鸿》饰 聂云开
- 2019年 《精英律师》饰 王大葵
- 2020年 《天涯热土》饰 林汉杰
- 2021年 《春天里的人们》 饰 田立杰
- 2021年 《问天》饰 方啸天
- 待播 《高兴》
- 待播 《藏锋》(网络剧)

### 电影
- 《天堂有多远》
- 《巧巧》
- 《枪手》
- 《大电影2.0两个傻瓜的荒唐事》
- 《特警隊》
- 2021年 《末日救援》 (網絡電影)
- 2023年 《孤军》

### 话剧
- 《我不是我女朋友的男朋友》
- 《最爱》